# Alexander Alexandrowitsch Kryssanow
Alexander Alexandrowitsch Kryssanow (russisch Александр Александрович Крысанов; * 2. Januar 1981 in Woronesch, Russische SFSR) ist ein ehemaliger russischer Eishockeyspieler, der zuletzt bei Disel Pensa aus der Wysschaja Hockey-Liga unter Vertrag stand.

## Karriere
Alexander Kryssanow begann seine Karriere als Eishockeyspieler in seiner Heimatstadt beim HK Woronesch, für den er von 2000 bis 2004 in der Wysschaja Liga, der zweiten russischen Spielklasse, aktiv war. In diesem Zeitraum kam er zudem für dessen Ligarivalen HK ZSKA Moskau und Torpedo Nischni Nowgorod zum Einsatz. Von 2004 bis 2006 lief der Flügelspieler für den Zweitligisten Disel Pensa auf, ehe er einen Vertrag bei Superliga-Aufsteiger Amur Chabarowsk erhielt. Für diesen nahm er ab Amurs Aufnahme in die neu gegründete Liga zur Saison 2008/09 am Spielbetrieb der Kontinentalen Hockey-Liga teil. 2012 kehrte er nach sechs Jahren bei Amur zu Disel Pensa zurück.

## Statistik
(Stand: Ende der Saison 2010/11)